# Вера Ганчева
Вера Лалева Ганчева е изтъкната българска преводачка от скандинавски езици, издателка, университетска преподавателка, професор в Софийския университет, авторка на книги, очерци, научни трудове. Особено известни са преводите ѝ на „Пипи Дългото чорапче“ (първият превод на Астрид Линдгрен от оригинал, 1968) и „Братята с лъвски сърца“ от Астрид Линдгрен, както и тези на творби от Аугуст Стриндберг, Кнут Хамсун, Юхан Борген, Артур Лундквист, Ролф Якобсен, Тумас Транстрьомер, Ларш Гюстафсон и други.

## Професионална биография
Родена е на 23 февруари 1943 г. в София. Завършва Славянска филология в Софийския университет. От 1965 до 1968 г. следва история на скандинавските литератури, шведски и норвежки език в Стокхолмския университет.
От 1966 до 1976 г. работи в БТА – започва като репортер в „Международна информация“, накрая е главен редактор на седмичника ЛИК.
През 1976 г. става заместник главен редактор на сп. „Отечество“.
До края на живота си е член на редакционния съвет на списание „Чуждоезиково обучение" (2012-2020 г.).
През 1978 г. заема поста главен редактор на издателство „Народна култура“, а от 1980 до 1989 г. е негов директор. През 1989 г. напуска „Народна култура“ и работи в Швеция над дисертационния си труд за историческото развитие на шведската литература в контекста на световната литература. Дисертацията защитава през 1993 г. в Института за литература при БАН. Темата на дисертационния труд е „Към проблема за общоевропейските координати в развитието на шведската литература".
През 1991 г. основава издателство „Хемус“ и е негов управител до края на 2001 г. От лятото на 2002 г. е съсобственик и управител на „Хемус Груп“.
През 1996–1997 г. е директор на Народната библиотека „Св. св. Кирил и Методий“.
От средата на 90-те години на ХХ в. преподава история на скандинавските литератури в специалност „Скандинавистика“ на Софийския университет „Св. Климент Охридски“, а от 1999 г. и по староскандинавска митология и по културна история на Скандинавския север. От 1999 г. е доцент, от 2009 г. е професор в Софийския университет. Автор на публикации в научния периодичен печат по въпросите на литературознанието и скандинавистиката.
През 2001 г. излиза книгата ѝ „Швеция – страната и хората“.
От 1993 г. е председателка на дружеството за приятелство „България - Швеция“.
Вера Ганчева е председателка на журито, което присъжда на всеки две години награда на преводач от български на шведски или от шведски на български и контролира фонда със средства за нея, дарени от шведския писател Артур Лундквист и съпругата му, поетесата Мария Вине.
Професор Вера Ганчева умира около 7-8 юни 2020 г. от инфаркт.

## Отличия
За превода си на „Пипи Дългото чорапче“ получава Международното отличие за превод на името на Ханс Кристиан Андерсен. За работата си като литературовед и преводач е удостоена и с други награди, като тази на Съюза на шведските писатели през 1993 г. През 2000 г. получава за втори път награда на Шведската академия.
През 2001 г. е удостоена с датския орден „Рицарски кръст на Данеброг“ за принос в сътрудничеството между Кралство Дания и Република България.
На 10 януари 2008 г. шведският посланик в България ѝ връчва кралския орден „Северна звезда“ за съществения принос на Вера Ганчева към разпространението на шведската култура.